# Łuk triumfalny

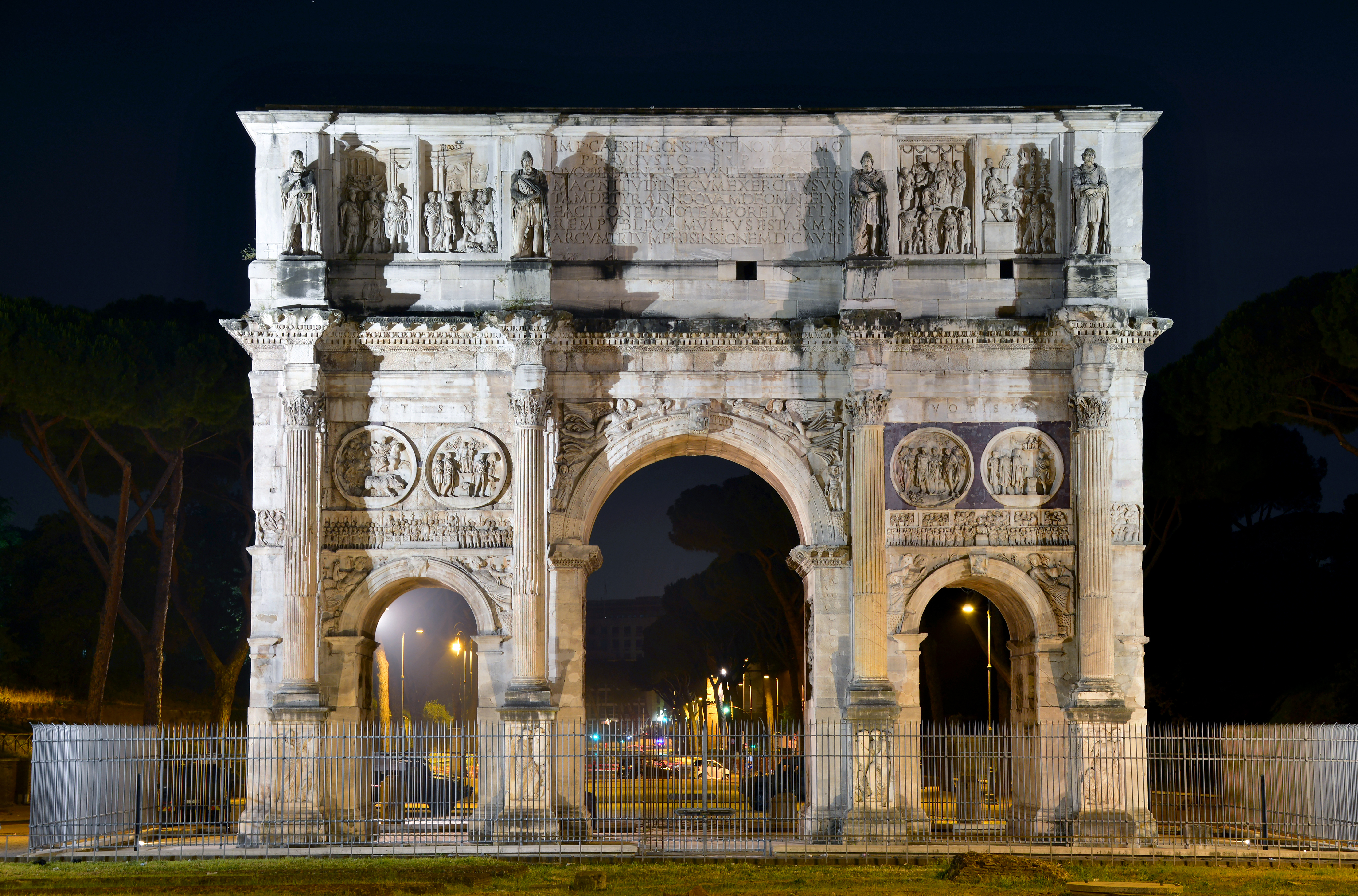
Łuk Konstantyna Wielkiego w Rzymie

Łuk triumfalny (łac. fornix, arcus, arcus triumphalis) – budowla w kształcie monumentalnej, wolno stojącej bramy, stawiana dla upamiętnienia ważnej osoby lub uczczenia ważnego wydarzenia, zwykle zwycięstwa militarnego. Pierwsze łuki triumfalne powstawały w starożytnym Rzymie, później budowle tego typu wznoszono w innych krajach i epokach historycznych.

## Historia

### Geneza
W miastach rzymskich były to budowle reprezentacyjne, będące wynalazkiem italskim, wcześniej nieznane cywilizacji helleńskiej. Geneza ich łączy się z religijnym obrzędem triumfu, gdy zwycięski wódz i jego wojsko wkraczając do miasta po złożeniu ofiar, rytualnie przekraczali jego uświęconą granicę – pomoerium. Służyła temu umyślnie wzniesiona brama, po której przejściu dalszy przemarsz przybierał charakter pochodu triumfalnego. U Rzymian początki tych budowli odnosi się do II wieku p.n.e. (poprzedzały je ozdobne bramy budowane przez Etrusków), a pod koniec okresu republiki główne forum Rzymu (Forum Romanum) zabudowane było wieloma łukami. Najstarszym był łuk Fabiusza wzniesiony dla upamiętnienia zwycięstwa nad celtyckimi Allobrogami w 121 p.n.e. Z 29 p.n.e. pochodził łuk Augusta dedykowany Oktawianowi po zwycięstwie pod Akcjum, kolejnym był łuk Tyberiusza z 19 n.e. i od epoki Augusta budowle te stają się popularne również w rzymskich miastach prowincjonalnych, m.in. w Galii.

### Architektura
Zwykle łuki triumfalne budowano jako konstrukcje stałe i niektóre z nich przetrwały stulecia, część z nich natomiast była prowizorycznymi konstrukcjami stawianymi jednorazowo dla uczczenia ważnego wydarzenia.
Pierwsze bramy stawiano na podwyższeniu z bloków o graniastym kształcie, nad nim kształtowano otwór przejazdowy. Triumfalne łuki wykonywane były z kamienia ciosowego w kształcie arkadowym jako konstrukcje jedno-, dwu- lub trójprzęsłowe. Filary zdobiono półkolumnami lub wtopionymi częściowo w filar kolumnami, stawianymi na piedestałach podkreślających wysokość budowli, w ozdobnym, często w korynckim stylu. Wyraźnie zaakcentowane łuki przejazdów opierano na ozdobnych impostach. Belkowanie wieńczyła attyka. Wolne pola wypełniano reliefami, napisami mówiącymi o przyczynach powstania tego łuku. Na szczycie umieszczano kwadrygę z posągiem osoby, na cześć której wzniesiono ten łuk.

## Przykłady łuków triumfalnych

### Starożytne

#### w Rzymie
- Łuk Augusta – niezachowany

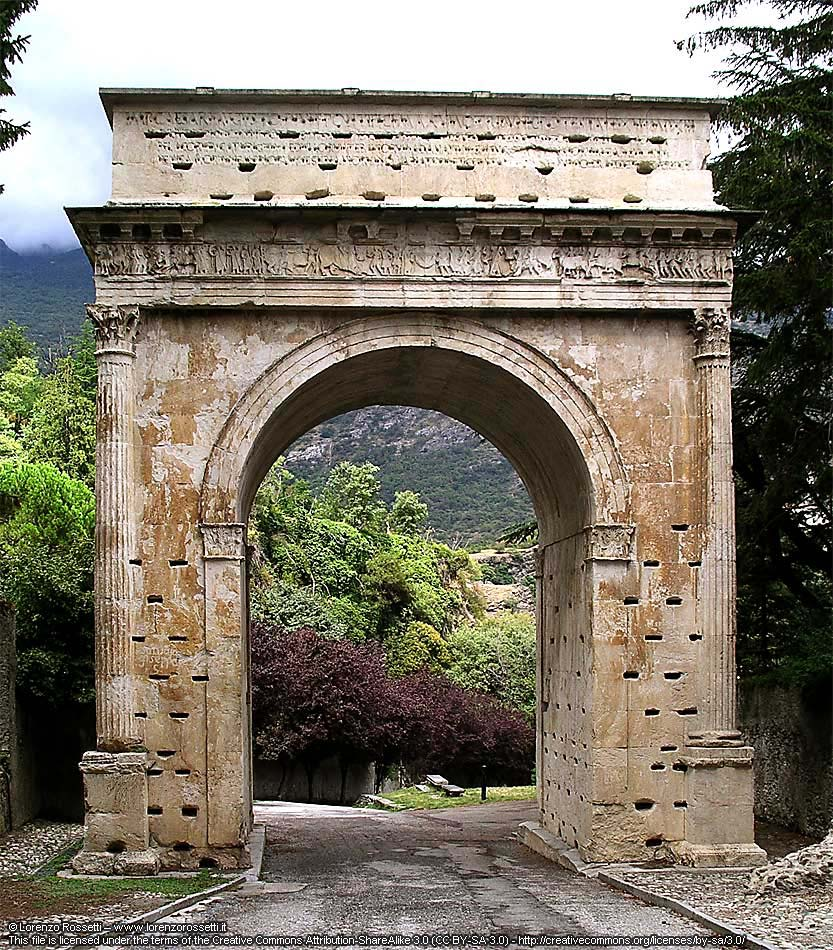
Łuk Augusta w Segusium (włoska Susa), z 9-8 p.n.e.

- Łuk Tyberiusza (15 lub 16) – niezachowany
- Łuk Klaudiusza – niezachowany
- Łuk Tytusa z 81 n.e.
- Łuk Hadriana – niezachowany
- Łuk Septymiusza Sewera z 203 r.
- Łuk Konstantyna Wielkiego z 312–315 r.

#### Na obszarze imperium rzymskiego w

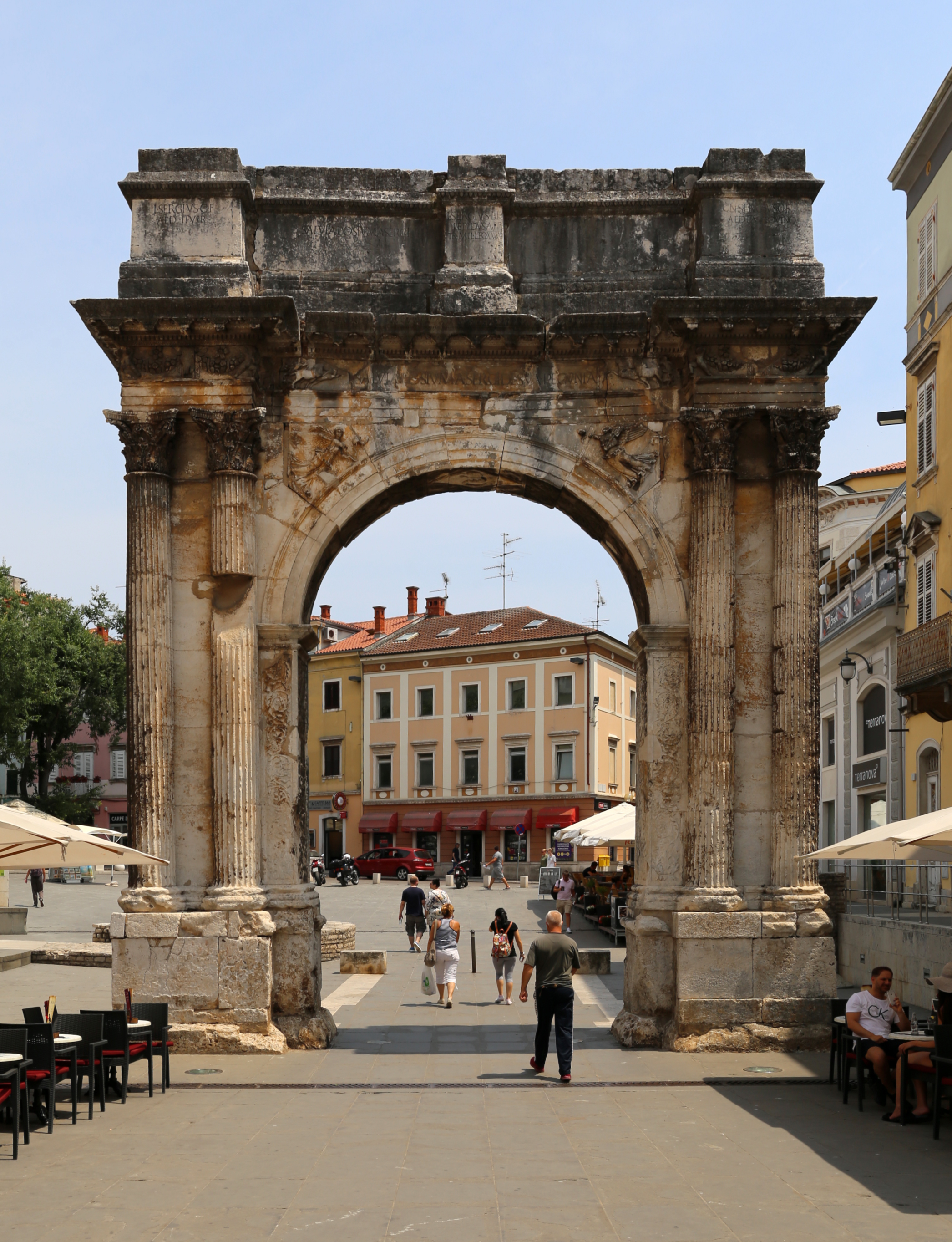
Łuk Sergiuszów w Poli (tzw. „Złota Brama)” z pocz. I wieku p.n.e.)

##### Italii
- Fano (Fanum) – łuk triumfalny Oktawiana Augusta z I wieku p.n.e. – nad Via Flaminia pomiędzy Rzymem a Rimini
- Rimini (Ariminum) – łuk triumfalny Augusta kończący Via Flaminia, z I wieku p.n.e. (właśc. brama miejska)
- Susa (Segusium) – łuk Augusta z pocz. I w. p.n.e.
- Aosta (Augusta Salassorum) – łuk triumfalny Augusta z I w. p.n.e.
- Ankona (Acona) – łuk triumfalny Trajana z II wieku n.e.
- Arosa – łuk triumfalny św. Arosy z VIII wieku?[potrzebny przypis]
- Benewent (Beneventum) – łuk triumfalny Trajana z II wieku
- Carsulae – łuk Trajana na Via Flaminia
- Werona – łuk Gawiuszów na Via Postumia z I wieku n.e.

##### Galii
- Orange – łuk Tyberiusza z I w.
- Saint-Rémy-de-Provence – łuk w ruinach Glanum
- Reims – łuk triumfalny Wrota Marsa z III lub IV wieku

##### Iberii
- Alcántara – łuk Trajana na moście z czasów Juliusza Cezara. Na nim tablice Karola V i Izabeli II
- Bera koło Tarraco – łuk Lucjusza Licyniusza Sury (konsul i legat cesarski) – I wiek p.n.e.

##### Grecji
- Ateny – łuk triumfalny Hadriana
- Saloniki – łuk triumfalny Galeriusza

##### Afryce Północnej
- Trypolis – obecnie Libia, łuk Marka Aureliusza z II w.
- Timgad (Timkad, Thamugadi) – łuk Trajana III w.
- Tibissa – łuk triumfalny Karakalli III w.
- łuk Septymiusza Sewera w Leptis Magna w Trypolitanii z 203 r., wzniesiony przez Septymiusza Sewera w jego rodzinnym mieście

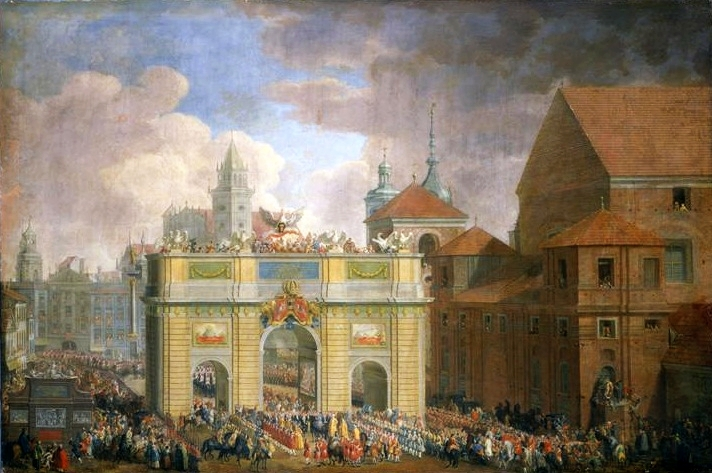
Triumfalny wjazd Augusta III do Warszawy przez łuk triumfalny na Krakowskim Przedmieściu w 1734 r.

##### Azji Mniejszej
- Antalya – brama (łuk) Hadriana II w.
- Patara – łuk Mettiusa (zarządcy Licji)

##### Lewancie
- Latakia (Al-Lazikijja) – obecna Syria, łuk triumfalny Septymiusza Sewera.
- Bosra – obecna Syria I w.
- Palmira – obecna Syria III w.

### Nowożytne
| Zdjęcie | Państwo        | Miasto              | Nazwa                                                              | Data powstania                       | Upamiętnienie |
| ------- | -------------- | ------------------- | ------------------------------------------------------------------ | ------------------------------------ | --- |
|         | Francja        | Paryż               | Arc du Carrousel                                                   | 1806                                 | dyplomatyczne zwycięstwa Napoleona, m.in. bitwę pod Austerlitz, poddanie Ulm, pokój w Preszburgu i traktaty tylżyckie                    |
|         | Francja        | Paryż               | Łuk Triumfalny (Arc de Triomphe)                                   | 1837                                 | walczących i poległych za Francję w czasie wojen rewolucji francuskiej i wojen napoleońskich                                             |
|         | Gambia         | Bandżul             | Arch 22                                                            | 1996                                 | Gambijski zamach stanu w 1994 roku |
|         | Hiszpania      | Grenada             | Puerta de las Granadas                                             | 1536                                 | ślub Karola V Habsburga z Izabelą Portugalską                                                                                            |
|         | Hiszpania      | Madryt              | Puerta de Toledo                                                   | 1827                                 | |
|         | Hiszpania      | Barcelona           | Łuk Triumfalny w Barcelonie (Arc de Triomf)                        | 1888                                 | Powstał na Wystawę Światową 1888 |
|         | Korea Północna | Pjongjang           | Łuk triumfalny w Pjongjangu                                        | 1982                                 | Postawiony został na cześć Kim Ir Sena za jego wkład w wyzwolenie Korei z rąk Japończyków (zgodnie z oficjalną historią KRLD)            |
|         | Laos           | Wientian            | Patuxai                                                            | 1957–1968                            | |
|         | Malta          | Żebbuġ              | Łuk De Rohana                                                      | 1798                                 | Nadanie praw miejskich miastu (Città Rohan) przez Emmanuel de Rohan-Polduc, Wielki Mistrz Zakonu św. Jana (dekretem z 21 czerwca 1777)   |
|         | Malta          | Żabbar              | Brama Hompescha                                                    | 1801                                 | Nadanie praw miejskich miastu (Città Hompesch) przez Ferdinand von Hompesch zu Bolheim, Wielki Mistrz Zakonu św. Jana (14 września 1797) |
|         | Malta          | Santa Venera        | Łuk Wignacourta                                                    | 1615 (przebudowana w 2015)           | |
|         | Niemcy         | Berlin              | Brama Brandenburska                                                | 1791                                 | upamiętnienie Fryderyka II Wielkiego |
|         | Niemcy         | Monachium           | Siegestor                                                          | 1843–1850                            | |
|         | Niemcy         | Poczdam             | Triumphtor                                                         | 1850-51                              | |
|         | Niemcy         | Moguncja            | Dativius Victor                                                    | III w. n.e. (odbudowany w 1978–1981) | Ku czci Jowisza |
|         | Polska         | Ślesin              | Łuk Napoleona                                                      | 1811 lub 1812                        | ku czci Napoleona Bonapartego |
|         | Polska         | Jabłonna            | Łuk triumfalny w Jabłonnie                                         | 1837                                 | upamiętnienie księcia Józefa Poniatowskiego                                                                                              |
|         | Rosja          | Petersburg          | Brama Narwska                                                      | 1834                                 | Ku czci rosyjskich pułków gwardii i ich udziału w wojnach z napoleońską Francją                                                          |
|         | Rumunia        | Bukareszt           | Arcul de Triumf                                                    | 1936                                 | Poświęcony jest wszystkim żołnierzom walczącym w barwach Rumunii                                                                         |
|         | Ukraina        | Kamieniec Podolski  | Łuk Triumfalny króla Stanisława Augusta                            | 1781                                 | Łuk ku czci króla Stanisława Augusta Poniatowskiego                                                                                      |
|         | Ukraina        | Nowogród Siewierski | Łuk Katarzyny Wielkiej (Тріумфальна брама в Новгороді-Сіверському) | 1786                                 | Na cześć Katarzyny II |
|         | Ukraina        | Lwów                | Pomnik Chwały                                                      | 1921-1939                            | Na część polskich obrońców miasta Lwowa i Małopolski Wschodniej                                                                          |
|         | Węgry          | Vác                 | Łuk triumfalny w Vác (Váci diadalív)                               | 1764                                 | łuk z okazji przyjazdu cesarzowej Marii Teresy                                                                                           |
|         | Włochy         | Neapol              | Łuk w Castel Nuovo (Arco trionfale del Castel Nuovo)               | 1446-1458                            | Upamiętnienie triumfalnego wejścia króla Ferdynanda I do Neapolu w 1443                                                                  |
|         | Włochy         | Mediolan            | Arco della Pace                                                    | 1815                                 | Pokój w Europie po Kongresie wiedeńskim                                                                                                  |

Ponadto w formie łuków triumfalnych w XVI-XIX wieku wznoszono bramy miejskie (np. w Gdańsku, Zamościu, Weronie, Antwerpii, Paryżu – Porte Saint-Denis w XVII wieku i Porte Saint-Martin).